# 野草舞蹈聚落
野草舞蹈聚落（英文：The Tussock Dance Theater） 是台灣當代舞蹈表演團體。成立於2013年3月，以魯迅散文詩集〈野草〉作品為名，期待如同野草一般有著堅韌戰鬥哲學，但不是對外批判一切，而是對自己身體的省思與舞動時肢體和自然間所存在的關係。不需要強迫，只是順勢而為的藝術態度。藝術總監為吳建緯。
首部作品為《兩個身體》。

## 外部連結
- 野草舞蹈聚落的Facebook專頁
- YouTube上的野草舞蹈聚落頻道